# Ide Munk
Ide Munk (død 22. august 1586 i Malmø) var en dansk adelsdame og godsbesidder, datter af Mogens Olufsen Munk (død 1558), og blev i en meget ung alder den 7. februar 1529 gift den omkring 40 år gamle herr Oluf Nielsen Rosenkrantz til Vallø. De fik tre døtre, heriblandt Mette Rosenkrantz.
Familien opholdt sig på Nyborg Slot, da det blev indtaget af grev Christoffers folk 1534, men da herr Oluf sluttede sig til grevens parti, slap de snart løs. Hun synes så at være draget hjem til Vallø, men da hendes husbond det følgende år på ny blev fængslet, måtte hun overdrage Vallø til grevens mand Sebastian von Jessen, der imidlertid døde senere det år. Efter afslutningen af Grevens Fejde kom godset tilbage til parret.
I 1545 døde herr Oluf, og Ide Munk bestyrede godset, indtil hun i 1554 skiftede med sine svigersønner, Peder Bille og Steen Jensen Rosensparre. Disse delte Vallø imellem sig, og Ide Munk blev købt ud. Siden skrev hun sig til Nygaard og Totterupholm (nu Rosendal) i Fakse Herred, som hun 1560 oprettede til hovedgård. Som svigermoder til så ansete mænd som rigshofmesteren Peder Oxe og rigsråden Peder Bille indtog hun en fremragende plads i den danske adel. Dertil var hun en myndig og selvstændig frue, hvad hun bl.a. lagde for dagen ved forhandlingerne om hendes datter Karines ægteskab, men tillige som mange af sin samtid i høj grad trættekær. Hun pådrog sig adskillige søgsmål ved de overgreb på Kronens gods, som hun tillod sig, og med sin egen broder førte hun en vidtløftig arveproces, som først endte ved Kongens mægling. Ide Munk døde i Malmø 22. august 1586.
Hun er begravet i Valløby Kirke.

## Eksternt link
- Ide Munk i Dansk Kvindebiografisk Leksikon på Lex.dk, tidl. Kvinfo.dk